# حاجی‌آباد (کوهرنگ)
حاجی‌آباد روستایی است در شهرستان کوهرنگ، بخش بازفت، استان چهارمحال و بختیاری.